# Колдун Российской империи
Колдун Российской империи — цикл произведений российского писателя Виктора Дашкевича о приключениях колдуна Гермеса Аверина в альтернативной царской России. Во вселенной романов помимо людей магической силой обладают дивы – существа, которые попадают в человеческий мир из некоей Пустоши и способны менять внешний облик.
Жанр — детектив, фэнтези. Сам автор называет свои романы «городскими сказками».

## История
Изначально романы публиковались на ресурсе Author Today под псевдонимом Фламмер и назывались «Они не люди». Затем романы начали публиковаться издательством «Эксмо», в связи с чем автор сменил псевдоним на Виктор Дашкевич, а цикл получил новое название — «Колдун Российской империи».
В августе 2023 года первый роман цикла («Граф Аверин») был опубликован тиражом 15 000 экземпляров, который был распродан за 3 месяца. К декабрю 2023 года совокупный тираж составил 25 000 экземпляров.
В 2023 году «Колдун Российской империи» стал самым популярным циклом книг на русском языке, проданных в магазинах сети «Читай-город». По итогам 2024 года книги занимают 18-е место в рейтинге художественной литературы на «Литрес» и 27-е в общем рейтинге продаж сети «Читай-город».

## Сюжет
Место действия романов — альтернативная царская Россия, где в Гражданской войне победили белые благодаря помощи магических существ – дивов. Новой столицей стал Омск, а Петербург превратился в провинциальный город.
Главный герой — граф Гермес Аркадьевич Аверин, боевой колдун и частный сыщик. Он расследует происшествия, связанные с магией и дивами. Изначально он работает один, но уже в первой книге у него появляется собственный див — Кузя, который становится его верным напарником.

## Главные персонажи
- Граф Гермес Аркадьевич Аверин — боевой колдун и частный детектив. На момент первой книги ему около 40 лет. Умён, ловок, начитан, добродушен, но не лишён здравого цинизма. Стал частным детективом вопреки воле своей бабушки, которая растила их с братом после гибели родителей. Против её же воли не вступил в брак по расчёту. Долгое время предпочитал работать один, но в первой книге взял к себе демонического кота Кузю, который в итоге стал не только его верным помощником, но и лучшим другом.
- Кузя — личный див Аверина. В основном обличье выглядит как серый полосатый кот с гетерохромными глазами, при желании способен становиться гигантским; также имеет облики мальчика-подростка и птицы, которые использует для разведок и работы под прикрытием. Был призван на Землю графом Сомовым, который использовал его для убийств неугодных лиц. У Сомовых кот носил имя Бася. Будучи по натуре пацифистом, кот ненавидел убивать и в итоге, воспользовавшись моментом, съел Сомова, после чего надолго стал бродячим и пугал многих людей своей гигантской формой. Был пойман Авериным, который его пожалел и оставил себе, а также дал новое имя. Поначалу граф выдаёт Кузю в его человеческом обличье за своего племянника, приехавшего на учёбу, но позже необходимость в прикрытии отпадает. По характеру Кузя добродушный, вежливый, общительный и немного прожорливый; также он искренне привязан к новому хозяину и готов пойти на всё ради его спасения.

## Книги цикла
«Граф Аверин»
«Императорский див»
«Демон из пустоши»
«Тайна мертвого ректора – 1»
«Тайна мертвого ректора – 2»
«Див тайной канцелярии»